# Michael Rösch
Michael Rösch (n. 4 mai 1983, Pirna, Saxonia, Germania) este un biatlonist ce a reprezentat Germania, medaliat olimpic. A participat la 2 ediții ale Jocurilor Olimpice (2006, 2018) în care a câștigat o medalie de aur.